# Acacia spinosissima
Acacia spinosissima är en ärtväxtart som beskrevs av George Bentham. Acacia spinosissima ingår i släktet akacior, och familjen ärtväxter. Inga underarter finns listade i Catalogue of Life.